# Ланселот Лоутон
Ланселот Лоутон (англ. Lancelot Lawton) (26 грудня 1880, Ліверпуль — квітень-травень 1947, Кембридж) — британський військовик, історик, економіст, вчений-українознавець, громадський діяч, та журналіст-міжнародник. На початку 1930-их років, з допомогою своїх доповідей та статей про Україну, посприяв формуванню проукраїнської громадської думки в британському суспільстві. Один із засновників та активних учасників створеного в 1935 році у Великій Британії Англо-українського комітету.

## Життєпис
Ланселот Френсіс Лоутон народився у Ліверпулі 26 грудня 1880 року в сім'ї журналіста Джозефа Лоутона. Здобувши освіту у створеному єзуїтами Коледжі Святого Франциска Ксав'єра, почав журналістську кар'єру в газеті The Daily Mail. Брав участь у рангу рядового в Другій англо-бурській війні (1899—1902), був двічі поранений. По закінченні російсько-японської війни (1904—1905) він пішов з газети й певний час жив у Японії в Токіо. Згодом Лоутон був іноземним журналістом газети Daily Telegraph. Лоутон також був іноземним кореспондентом британських газет The Times, The Daily Chronicle та друкувався в таких впливових британських журналах як The Fortnightly Review, The Contemporary Review тощо.
За роки журналістської діяльності, Лоутон провів багато років у Російській/Радянській імперії: Лоутон жив в Російській імперії до I Світової Війни та побував в Радянській імперії у 1924 році. У передмові до його книг An Economic History of Soviet Russia, Vol. I (1932) та The Russian Revolution, 1917—1926 (1927) Лоутон також згадує що був одружений з росіянкою Лідією Алєксандровною.
Помер у Кембриджі у квітні-травні 1947 року.

## Проукраїнська діяльність
Впродовж 1933 року Лоутон познайомився з Євгеном Ляховичем, якого того року направили в Лондон як дипломатичного представника в Великій Британії керівництво Проводу українських націоналістів (ПУНу). У тому ж році Ляхович, розчарований відсутністю якої-небудь притомної праці англійською, яка б описувала ґенезу України та українців та у простій формі пояснювала б іноземцям чому українці мають право на свою незалежну країну, написав таку працю власноруч роздрукувавши самвидавом за допомогою своїх друзів близько ста примірників монографії на кілька десятків сторінок під назвою Українське питання (англ. The Ukrainian question). Через рік, у 1934 році Лоутон, під-час однієї з зустрічей з Ляховичем, сказав йому що ця його самвидавна праця Українське питання, завдяки своїй простій самвидавній формі, мала чималий вплив на противників українського руху й переконала всіх що вони мають справу з представниками по-справжньому революційної групи, «багатої ідейністю, але бідної матеріальними засобами».
У квітні 1934 році Лоутон видрукував у великому впливовому британському журналі The Fortnightly Review статтю Гноблені українці (англ. The Opressed Ukrainians), в якій описав жахи російського колоніалізму супроти українців. У липні 1935 року Лоутон видрукував статтю Українська нація (англ. The Ukrainain Nation) у впливовому британському журналі The Contemporary Review де він розповів про гноблення українців росіянами.
Наприкінці лютого 1935 року Лоутон став одним із засновників та активних учасників створеного у Великій Британії Англо-українського комітету, про що повідомляла тогочасна британська преса, зокрема The Times, де вийшла невеличка замітка під заголовком Англо-український комітет (англ. Anglo-Ukrainian Committee). 29 травня 1935 року в Палаті громад Великої Британії з ініціативи Англо-Українського комітету, відбулися публічні слухання, присвячені ситуації в Україні. Ланселот Лоутон виступив з доповіддю під назвою Українське питання й його важливість для Великої Британії (англ. The Ukrainian question and its importance to Great Britain) й заявив Українська нація — це реальність, яка має під собою принаймні тисячу років автентичної історії. Жоден народ не боровся так тяжко, як українці, щоб утвердити свою незалежність; українська земля наскрізь просякнута кров'ю. Про цю подію повідомляла тогочасна британська преса, зокрема у The Times через два дні 31 травня 1935 року вийшла невеличка замітка під заголовком Україна та більшовизм (англ. Ukraine and Bolshevism); у статті зазначалося що у Палаті громад у середу відбулася зустріч нещодавно-зформованого Англо-українського комітету, створеного аби споглядати за Українською ситуацією та за необхідністю відповідно діяти. У статті The Times також згадувалося що пан Ланселот Лоутон повідомив парламентарям, що більша частина України розташована в Радянській Росії, ще одна велика частина — в Польщі та менша частина в Чехословаччині й що український нарід бажає створити окрему країну. У статті також зазначалося що якщо бажання українців здійснеться, то українці стали б чудовим щитом від більшовицької навали оскільки українців зробили більшовиками супроти їх волі. Через декілька днів у тому ж 1935 році Англо-український комітет видав однойменну брошуру Українське питання та його значення для Великої Британії, яка містила текст промови, яку 29 травня 1935 року виголосив Лоутон, та уривки з міжнародних угод і договорів, в яких відзначався правовий статус українських етнічних територій.
1 лютого 1939 року Ланселот Лоутон виступив з великою доповіддю на засіданні членів Близького та Середньосхіднього товариства, яке відбулося в Лондоні. Текст доповіді під назвою Україна: найбільша проблема Європи (англ. Ukraine: Europe's Greatest Problem) був опублікований на сторінках щоквартальника East Europe and Contemporary Russia» (укр. Східна Європа та сучасна Росія), головним редактором якого був сам Ланселот Лоутон.
У 1930-их Лоутон також тісно взаємодіяв з Українським бюро у Лондоні, яке очолював Володимир Кисілевський, але влітку 1939 року Українським бюро у Лондоні обірвало усі зв'язки з Лоутоном через його участь у про-німецьких організаціях Information and Policy та Right Club, за які його у червні 1940 року було інтерновано британським урядом згідно з парламентською постановою Defence Regulation 18B(1A).

## Твори
Художні книги:
- Lawton, Lancelot. The Japanese Spy. A Romance Of Samurai And Geisha. London: Grant Richards Ltd., 1908. First Edition Reprint.[23]

Наукові праці:
Про Україну
- Lawton, Lancelot. The Opressed Ukrainians. (article published in The Fortnightly Review, Vol. 141 (April 1934))[24][25][26]
- Lawton, Lancelot. The Ukrainian question and its importance to Great Britain (address given by Mr. Lancelot Lawton in a committee room of the House of Commons on May 29th, 1935)[27][28][19]
- Lawton, Lancelot. The Ukrainian Nation [Архівовано 25 жовтня 2020 у Wayback Machine.] (article published in The Contemporary Review, Vol. 148 (July-Dec 1935))[29]
- Lawton, Lancelot. Ukraine: Europe's Greatest Problem (article published in «East Europe and Contemporary Russia» vol. 3, No. 1 (Spring 1939))[30][28][21]

Про Росію
- Lawton, Lancelot. The Russian Revolution, 1917—1926. London: Macmillan, 1927.[31]
- Lawton, Lancelot. An Economic History of Soviet Russia, in 2 volumes. Macmillan, 1932[32][33]

- Lawton, Lancelot. Monographs published in the University of London. School of Slavonic and East European Studies (First and Second Series)[34]
  - Lawton, Lancelot. The Prospects of British Trade with the Soviet Union. (monograph published in the University of London. School of Slavonic and East European Studies, no. 1. (1934))
  - Lawton, Lancelot [with S.P. Turin and V. Baikalov]. Collectivised agriculture in the Soviet Union. (monograph published in the University of London. School of Slavonic and East European Studies, no. 2. (1934))
  - Lawton, Lancelot [with V. Baikalov]. Money, Prices and Gold in the Soviet Union. (monograph published in the University of London. School of Slavonic and East European Studies, no. 3. (1934))
  - Lawton, Lancelot [with W.C. Huntington]. The Prospects of British and American Trade with the Soviet Union. (monograph published in the University of London. School of Slavonic and East European Studies, no. 7-8. (1935))

- Lawton, Lancelot. Contemporary Russia and her relations with her neighbours (Vol. 1-2) / East Europe and Contemporary Russia (Vol. 3)[34]
  - Lawton, Lancelot. Contemporary Russia and her relations with her neighbours (Vol. 1) (editor of quarterly monograph «Contemporary Russia and her relations with her neighbours» v. 1 (1936-37))
  - Lawton, Lancelot. Contemporary Russia and her relations with her neighbours (Vol. 2) (editor of quarterly monograph «Contemporary Russia and her relations with her neighbours» v. 2 (1937-38))[35]
  - Lawton, Lancelot. East Europe and Contemporary Russia (Vol. 3) (editor of quarterly monograph «East Europe and Contemporary Russia» v. 3 (1938-39))

Про інші держави
- Lawton, Lancelot. Empires of the Far East, in 2 volumes. London: Grant Richards Ltd., 1912.[36][37]

## Зауваги
1. ↑  українською трапляються наступні написання його імені: Ланселот Лоутон, Лянсельот Льотон, Лянсельот Льовтон, Ланселот Лавтон
2. ↑  за повідомленням онука Ланселота Лоутона на сайті FreeBMD, Лоутон народився 26 грудня 1880 року;[6] також за даними книги «Out of Due Time» (2006) Dr. M.N.E. Tiffany вказала рік народження Лоутона як 1880. Слід зазначити що у переписі населення Великої Британії за 1881 рік його рік народження вказаний помилково як 1881[7]; так само помилково вказано що він народився у січні-березні 1881 року у церковних записах щодо його народження[8]
3. ↑  згодом цю англомовну монографію Ляховича The Ukrainian question було також надруковано в англомовному часописі США The Ukrainian Weekly у 18 частинах, №№ 13-30 за 1934 рік